# تمثال هرقل

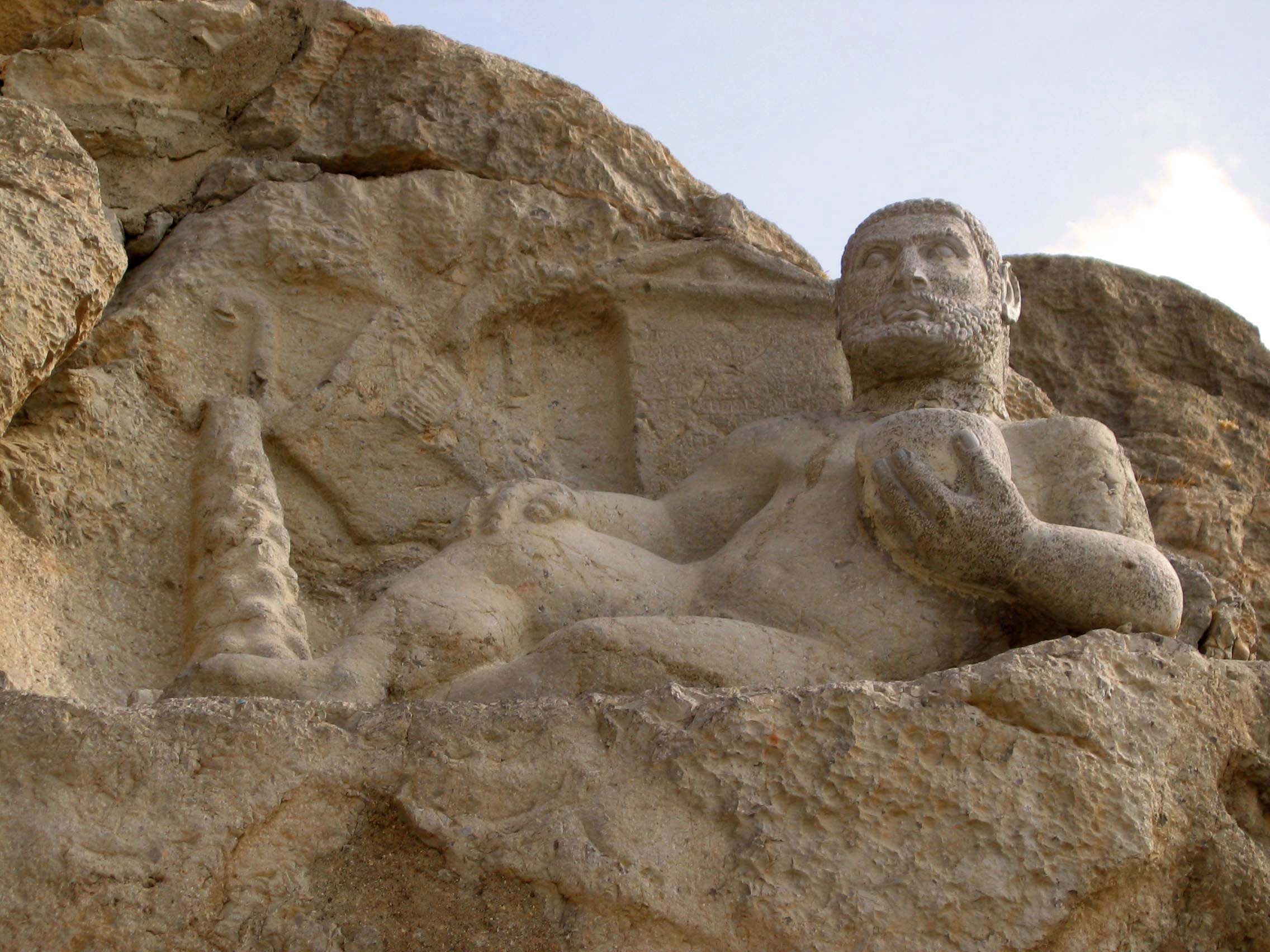
التمثال

تمثال هرقل (بالإنجليزية: Statue of Hercules)‏ تم نحت تمثال هرقل من الحجر على جانب الطريق السريع بين الشرق والغرب لطريق الحرير أو طريق خراسان العظيم في موقع بيستون التاريخي بالقرب من كرمانشاه. صنع هذا التمثال خلال الفترة السلوقية.

## الوصف
التمثال، الذي يرتكز على منصة بطول 2.5 متر على الجانب الأيسر، نصف مرفوع إلى الكوع وله كوب في اليد اليسرى يحمله بالقرب من الوجه، واليد اليمنى على القدم اليمنى والقدم اليسرى هي مسند القدمين. وقد تم ذلك بالفعل. يبلغ طول التمثال 47.1 متر، وهو محفور بشكل بارز من صخرة الجبل ويرتبط بالجبل من الخلف. على ظهر النحت نقوش ونقوش باليونانية القديمة محفورة على الحجر. بجوار هذه الشجرة، تم نحت صولجان على شكل مخروط مخروطي، وهو أكثر بروزًا من الزخارف الأخرى. كُتب النقش بالخط اليوناني القديم بسبعة أسطر على لوح بحجم 33 × 43 سم مع إطلالة على المعابد اليونانية. تحت جذع هرقل هو دور حليبي طوله 200 سم من الرأس إلى الذيل وارتفاع 114 سم.